# Kurt Hentschläger
Kurt Hentschläger (* 1960 in Linz) ist ein österreichischer, in New York lebender Künstler.
Er schafft immersive audiovisuelle Installationen und Performances. Er ist Visiting Artist am School of Art Institute of Chicago (SAIC; 2013–2015 und wieder seit 2016).

## Ausbildung und früher Werdegang
Von 1982 bis 1985 studierte Hentschläger an der Universität für angewandte Kunst Wien bei Peter Weibel. Im Jahr 1983 begann er, seine Arbeiten auszustellen; zunächst surreale maschinelle Objekte, später dann Video- und Sound-Arbeiten sowie Computer-Animationen. Im Frühstadium seiner Karriere arbeitete er auch unter dem Namen Kurt Kitzler.

## Granular-Synthesis
1991 gründete Hentschläger mit dem deutschen Künstler Ulf Langheinrich in Wien das Duo Granular-Synthesis. Der Name bezieht sich auf die Technik der Granularsynthese, die Hentschläger und Langheinrich sowohl auf Sound- als auch auf visuelle Arbeiten anwendeten. Ihre wohl bekanntesten multimedialen Installationen und Performances sind modell 5 (1994), areal (1997), noisegate (1998) und pol (1998). Diese Installationen arbeiten mit desorientierenden Projektionen, auf großflächige Leinwände projiziert, begleitet von einem mittels der Granularsynthese erzeugten Soundtrack – eine Installation, um die Sinne des Betrachters vollständig zu destabilisieren. So loten Hentschläger und Langheinrich Grenzen der menschlichen Wahrnehmung aus und untersuchen zugleich experimentell die Ästhetik und Wirkmacht des Audiovisuellen. Ihre intensiven Installationen rufen sensorische Überlastung hervor, hinterfragen Wahrnehmungskapazitäten und fordern eine Ausdehnung der äußeren Grenzen von sinnlicher Wahrnehmung.
Das Duo tourte weltweit und mehrere Kompilationen ihrer Werke wurden auf DVD veröffentlicht. 1995 gewann Granular-Synthesis den internationalen Biennale-Wettbewerb in Nagoya, Japan, zudem wurden dem Duo in Österreich und den Vereinigten Staaten Förderpreise verliehen. Hentschläger setzte seine künstlerische Tätigkeit für Granular-Synthesis bis ins Jahr 2003 fort.
Beide erstellten Artwork zu dem Lied My Head Sounds Like That für das Booklet zu dem 2002 erschienenen Album Up von Peter Gabriel.

## Soloarbeiten und Inhalte
Hentschläger bezeichnet seine Installationen selbst als „viszeral und immersiv“ Wiederkehrendes Thema in seinem Werk ist der menschliche Körper und dessen sinnliche Wahrnehmungsprozesse, so finden sich in seinen Installationen etwa Projektionen humanoider Wesen, verzerrte, vernebelte Bilder und optische Störungseffekte. Kurt Hentschläger beschäftigt sich intensiv mit neuronalen Wahrnehmungsprozessen des menschlichen Gehirns, dem Vorgang der Verarbeitung der äußeren Realität und der Prägung von Wahrnehmung durch Fantasie und individuelle psychologische Strukturen. Im Zuge seiner Interessen verfolgt Hentschläger die akute Psychologie und Neurologie sowie deren Forschungsstand auf dem Gebiet der gegenwärtigen Kunst und Kultur. Seine zeitgenössischen Arbeiten konzentrieren sich häufig auf Spannungen zwischen Natur und Künstlichkeit in einer dystopischen bis artifiziellen Realität.

## Preise
Hentschläger erhielt zahlreiche Auszeichnungen und Förderpreise, darunter den Qwartz New Media Art Award 2010 in Paris, den zweiten Preis beim FILE (Festival Internacional da Linguagem Eletrônica) Prix Lux in São Paulo 2010 für ZEE, den österreichischen Bundesstaatlichen Förderpreis für Medienkunst und den Förderpreis des Chicago Studio. Zudem wurde er im Rahmen des offiziellen Kulturprogramms der Olympischen Sommerspiele in London 2012 beauftragt, die symphonische Installation CORE zu schaffen.

## Ausstellungen
Ausstellungsorte seiner Arbeiten sind unter anderem: Art Basel in Basel, Art Basel Hongkong, und Art Basel Miami Beach, Stedelijk Museum, Amsterdam; Halle am Berghain, Berlin; STRP Festival, Eindhoven; Mona Museum of Old and New Art, Hobart; Borusan Müzik Evi, Istanbul; ZKM, Karlsruhe; Lille 2004 – Europäische Kulturhauptstadt; the Laboratorio Arte Alameda, Mexiko-Stadt; MAC Musée d’art contemporain de Montréal; Elektra Festival und Société des Arts Technologiques (SAT), Montreal; MoMA PS1, New York; Wood Street Galleries, Pittsburgh; National Art Museum of China, Peking; Romaeuropa Festival; National Museum for Contemporary Art, Seoul; O Art Centre – Sculpture Art Centre und Power Station of Art, Shanghai; Sharjah Art Foundation, Sharjah; ICC InterCommunication Center, Tokio; Biennale Arte, Venedig;  Biennale Teatro, Venedig; MAK Museum für angewandte Kunst, Wien.

## Rezeption
Hentschlägers immersiven Arbeiten FEED, ZEE und SOL kreisen um die menschliche Wahrnehmung und deren Psychologie sowie die Sehnsucht nach sublimen, emotionalen Erfahrungen. Ihr experimenteller und interdisziplinärer Charakter verbindet Aspekte von audiovisuellen Installationen, Medien-Performances und Lichtarchitekturen. FEED (2005) wurde von der Theaterbiennale Venedig beauftragt. Sie beginnt mit einer Projektion von überlebensgroßen 3D-Körpern, die in einem schwerelosen Raum zu schweben scheinen. Die Arbeit geht über in eine raumgreifende Installation aus Nebel und Stroboskoplicht mit synchronisierter feedback-basierter und dröhnender Klangumgebung. So wird ein intensives körperliches Erlebnis geschaffen: die Besucher sehen zu Beginn auf eine Leinwand, um später selbst zur Leinwand zu werden. Mit einem Gefühl von Orientierungslosigkeit konfrontiert, tauchen sie in eine fast referenzlose, überraschend schöne Lichtwelt ein. Interne Prozesse, oft imaginierte Bilder, überlagern sich mit Netzhautreizen. ZEE (2008) verzichtet auf eine einführende Videoprojektion und ist ruhiger und kontemplativer als FEED. Hier treten die Besucher unmittelbar in ein quasi psychedelisches Lichtbad ein, können sich im Raum bewegen, ohne jemals an dessen Ende zu gelangen, eingehüllt von dreidimensional erscheinenden, kaleidoskopisch sich ständig umorganisierenden Lichtern und minimalem, atmosphärischem Ton. FEED und ZEE lassen sich nicht fotografieren und nur schwer beschreiben, weil die Erlebnisse subjektiv sehr unterschiedlich sind. Erfahrungsberichte von Besuchern werden zum Verständnisvehikel. So beschreibt Kenneth Baker von San Francisco Chronicle seine Begehung von ZEE wie folgt:
"Open the door to the main space and the fog confronts you as a permeable plenum. Once one enters it, the only sources of orientation are the feeling of the floor underfoot and a waist-level rope that, one is assured beforehand, circuits the space and eventually leads to the exit. In a matter of seconds, the strobe light and drubbing sound that pervade the fog overwhelm all other sensations, and even memory, inducing an almost sickening sense of imprisonment in immediacy. (…) The sole compensation for this immersion is hallucinations - or so they seemed to me - of faintly pulsing kaleidoscopic geometry, fugitive crystalline figures that seemed to come from behind one's eyes. What a relief when the door handle at the exit finally materializes just beyond the rope's end."
Hentschläger bezweckt mit seinen installationen eine erhebende, bleibende Erfahrung: „What interests me is an emotional process, and a romantic notion of seeking to instil something that is bigger than life and that makes you see a wider concept or longer trajectory.“
Im Januar 2017 erschien die Publikation SPLENDID VOIDS – The Immersive Works of Kurt Hentschläger als erste Monographie zu Hentschläger, anlässlich der Premiere von SOL (2017) im Zuge des CTM Festivals in der Halle des Berghain in Berlin am 27. Januar 2017. SOL ist die dritte Arbeit in einer Serie von phänomenologischen Arbeiten. Sol ist eine Installation in völliger Dunkelheit, die stroboskopisch gleißende Lichtblitze generiert, um nachwirkend optische Stör- und Bildeffekte auszulösen, mit denen der Rezipient in der wiederkehrenden Dunkelheit konfrontiert wird.

Aufgrund der phänomenologischen Natur der Arbeiten Hentschlägers, die eine fotografische Dokumentation verhindert, verfolgt die Publikation eine grafische Visualisierungsstrategie. Zitiert sei hier die Kuratorin von SOL und Herausgeberin der Monographie, Isabelle Meiffert:
„Kurt Hentschläger’s immersive works Sol, Zee and Feed begin with perceptual sensation, grounding the audience in the moment at hand. They ask for and instill a loss of control, transcend the boundaries between the observer and the observed and cannot be meaningfully documented, but must be experienced instead. The aim of this book is to look at the concepts and evoke the atmosphere of the works.“
Die Publikation erscheint im Distanz-Verlag und beinhaltet einen Aufsatz von Roger Denson, der eine intensive Untersuchung der Arbeiten Hentschlägers verfolgt. So beschäftigt sich Denson etwa mit den Topoi Logik und phänomenologische Wahrnehmung, die in Hentschlägers Arbeiten gegensätzliche Konzepte seien, so schaffe er seine Werke absichtlich ohne und gegen jede Logik, um den gewünschten Wahrnehmungseffekt zu erzielen.